# Jāwad
Jāwad är en ort i Indien.   Den ligger i distriktet Neemuch och delstaten Madhya Pradesh, i den centrala delen av landet, 500 km sydväst om huvudstaden New Delhi. Jāwad ligger 467 meter över havet och antalet invånare är 16 887.
Terrängen runt Jāwad är platt åt sydväst, men åt nordost är den kuperad. Runt Jāwad är det ganska tätbefolkat, med 139 invånare per kvadratkilometer. Närmaste större samhälle är Nīmbāhera, 18,6 km väster om Jāwad. Trakten runt Jāwad består till största delen av jordbruksmark.